# Anneliese Kitzmüller
Anneliese Kitzmüller (Linz, 1959. július 3. –) osztrák politikus, a Nemzeti Tanács harmadik elnöke volt.

## Életpályája
2008 és 2019 között az Osztrák szövetségi parlament (Nationalrat) képviselője volt.